# 穆爾太齊賴派
穆爾太齊賴派（羅馬化：al-muʿtazilah）是8世纪—10世紀盛行於巴士拉和巴格達的伊斯蘭神學和哲學派別。
該派主張《古蘭經》被造說，反對將《古蘭經》視為是無始、和真主同樣永恆的。因為若《古蘭經》是真主所創造，真主必定先於它而存在。如果把《古蘭經》也認為是無始的，就等於把真主與其造的《古蘭經》等同，就會導致多神論，損傷真主的獨一性。
該運動起源於伍麥葉王朝，在阿巴斯王朝達到鼎盛， 10 世紀之後勢衰。它被一些現代的主流伊斯蘭神學學者視為異端，因其拒絕古蘭經是永恆的。

## 名稱
穆爾太齊賴是阿拉伯文的音譯，意為「分離者」。

## 主張
該派提倡運用理智，主張自由討論伊斯蘭教信條，並藉助希臘哲學研究教義，開創了伊斯蘭教中以哲學研究神學之先河。